# Espen Aarnes Hvammen
Espen Aarnes Hvammen (* 13. November 1988 in Minnesund) ist ein ehemaliger norwegischer Eisschnellläufer.

## Werdegang
Hvammen wurde dreimal norwegischer Juniorenmeister und nahm im März 2010 in Erfurt erstmals am Eisschnelllauf-Weltcup teil, wobei er in der B-Gruppe den sechsten Platz über 1000 m errang. In den folgenden Jahren belegte er bei den Einzelstreckenweltmeisterschaften 2011 in Inzell den 16. Platz über 500 m sowie den 15. Rang über 1000 m, bei den Einzelstreckenweltmeisterschaften 2012 in Heerenveen den 24. Platz über 1000 m sowie den 20. Rang über 500 m und bei der Sprintweltmeisterschaft 2012 in Calgary den 20. Platz im Sprint-Mehrkampf. Zudem wurde er in den Jahren 2012 und 2013 norwegischer Meister über 500 m und lief bei den Einzelstreckenweltmeisterschaften 2013 in Sotschi auf den 20. Platz über 1000 m sowie auf den 18. Rang über 500 m. In der Saison 2013/14 kam er bei der Sprintweltmeisterschaft 2014 in Nagano auf den 18. Platz und bei den Olympischen Winterspielen 2014 in Sotschi auf den 31. Platz über 1000 m sowie auf den 12. Rang über 500 m. In der folgenden Saison wurde er mit sieben Top-Zehn-Platzierungen Neunter in der Weltcupwertung über 500 m. Dabei erreichte er in Berlin mit dem zweiten Platz über 500 m seine erste Podestplatzierung im Weltcup. Bei der Sprintweltmeisterschaft 2015 in Astana errang er den fünften Platz und bei den Einzelstreckenweltmeisterschaften 2015 in Heerenveen den siebten Rang über 500 m. In der Saison 2015/16 siegte er bei den norwegischen Meisterschaften über 500 m und über 1000 m und kam in Heerenveen mit dem dritten Platz über 500 m im Weltcup letztmals aufs Podest. Bei der Sprintweltmeisterschaft 2016 in Seoul belegte er den 15. Platz und bei den Einzelstreckenweltmeisterschaften 2016 in Kolomna den 14. Rang über 500 m. Im folgenden Jahr errang er bei der Sprintweltmeisterschaft 2017 in Calgary den 17. Platz und bei der Mehrkampfeuropameisterschaft 2017 in Heerenveen den neunten Platz im Sprint-Mehrkampf. Seinen letzten Weltcup absolvierte er im November 2017 in Stavanger, wobei er aber disqualifiziert wurde.

## Erfolge

### Olympische Spiele
- 2014 Sotschi: 12. Platz 500 m, 31. Platz 1000 m

### Einzelstrecken-Weltmeisterschaften
- 2011 Inzell: 15. Platz 1000 m, 16. Platz 500 m
- 2012 Heerenveen: 20. Platz 500 m, 24. Platz 1000 m
- 2013 Sotschi: 18. Platz 500 m, 20. Platz 1000 m
- 2015 Heerenveen: 7. Platz 500 m
- 2016 Kolomna: 14. Platz 500 m

### Sprint-Weltmeisterschaften
- 2012 Calgary: 20. Platz Sprint-Mehrkampf
- 2014 Nagano: 17. Platz Sprint-Mehrkampf
- 2015 Astana: 5. Platz Sprint-Mehrkampf
- 2016 Seoul: 15. Platz Sprint-Mehrkampf
- 2017 Calgary: 17. Platz Sprint-Mehrkampf

### Europameisterschaften
- 2017 Heerenveen: 9. Platz Sprint-Mehrkampf

## Persönliche Bestzeiten
| Disziplin | Zeit        | Datum             | Ort            |
| --------- | ----------- | ----------------- | -------------- |
| 500 m     | 34,46 s     | 22. November 2015 | Salt Lake City |
| 1000 m    | 1:08,37 min | 21. November 2015 | Salt Lake City |
| 1500 m    | 1:55,18 min | 9. August 2008    | Hamar          |
| 3000 m    | 4:15,79 min | 4. Februar 2006   | Hamar          |
| 5000 m    | 8:05,31 min | 19. Februar 2006  | Trondheim      |